# Gerardo Berodia
Gerardo García Berodia (Madrid, 6 giugno 1981) è un ex calciatore spagnolo, di ruolo attaccante.

## Carriera
Ha giocato nella massima serie boliviana e nella seconda divisione spagnola.